# Tribunal Federal do Trabalho da Alemanha

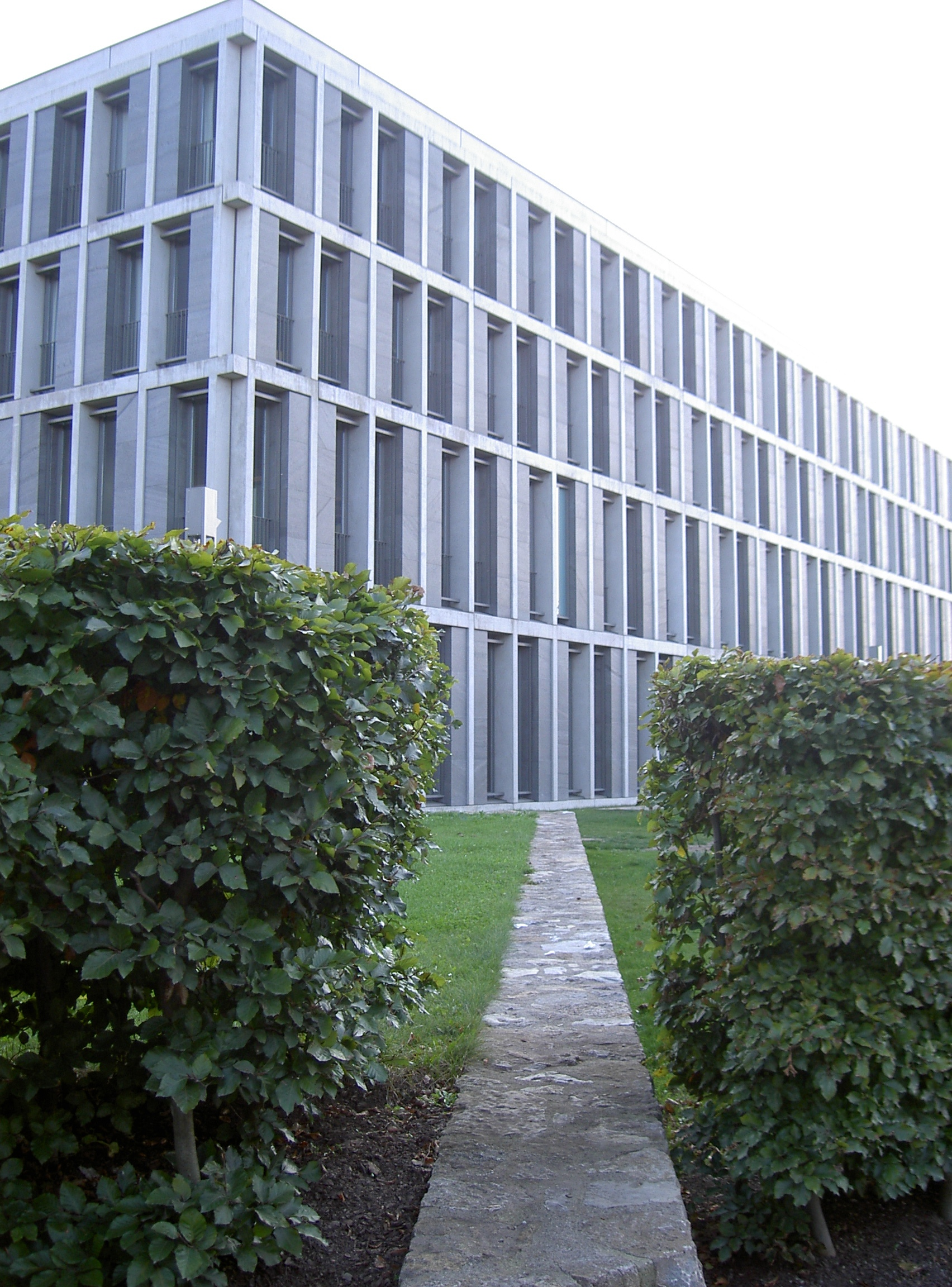
O Bundesarbeitsgericht.

O Tribunal Federal do Trabalho da Alemanha (em alemão:  Bundesarbeitsgericht) é o tribunal de última instância para os casos do direito do trabalho na Alemanha, tanto para o direito individual de trabalho (principalmente em matéria de contratos de trabalho) e o direito coletivo de trabalho (por exemplo, casos sobre greve e negociação coletiva). O tribunal ouve casos da Landesarbeitsgerichte (Superior Estado-juiz do Trabalho), que, por sua vez, são os tribunais de recurso contra as decisões da Arbeitsgerichte (Tribunais Inferiores do Trabalho).
O Bundesarbeitsgericht está localizado na cidade de Erfurt.